# Sigambra bidentata
Sigambra bidentata är en ringmaskart som beskrevs av Britaev och Saphronova 1981. Sigambra bidentata ingår i släktet Sigambra och familjen Pilargidae. Inga underarter finns listade i Catalogue of Life.